# 1474
Évszázadok: 14. század – 15. század – 16. század
Évtizedek: 1420-as évek – 1430-as évek – 1440-es évek – 1450-es évek – 1460-as évek – 1470-es évek – 1480-as évek – 1490-es évek – 1500-as évek – 1510-es évek – 1520-as évek
Évek: 1469 – 1470 – 1471 – 1472 –  1473 – 1474 – 1475 – 1476 – 1477 – 1478 – 1479

## Események

### Határozott dátumú események
- február 8. – Ali szendrői bég – miután végigdúlta a Temesközt – kirabolja és felgyújtja Váradot. (Utána bántatlanul kivonul az országból.)
- február 21. – Mátyás és IV. Kázmér lengyel király békét köt.
- március 11. – II. Ulászló cseh király szövetséget köt III. Frigyes német-római császárral Mátyás magyar király ellen. (A szövetséghez IV. Kázmér lengyel király is csatlakozik, melyre válaszul Mátyás serege betör Sziléziába.)[1]
- szeptember 13. – Mátyás megérkezik Boroszlóba; Kázmér nagy túlerővel betör Sziléziába.
- október 25. – Kázmér serege bekeríti Boroszlót, viszont Mátyás serege Lengyelországot dúlja fel.
- november 14. – Kázmér békét kér az ostromlott Mátyástól.
- december 8. – Mátyás fegyverszünetet köt Kázmérral és Ulászló cseh királlyal.[1]
- december 12. – IV. Henrik kasztíliai király halála után háború tör ki két örököse, Kasztíliai Izabella és nővére Kasztíliai Johanna között a trónért. (Johannát férje V. Alfonz portugál király, Izabellát pedig II. Ferdinánd aragóniai király támogatja. A döntő csatát Izabella nyeri meg, miután férje Aragónia királya segítségére siet. Izabella 1504-ig uralkodik, uralma alatt egyesül a Kasztíliai és az Aragóniai Királyság és létrejön az egységes Spanyolország.)
- december 14. – Pietro Mocenigo velencei dózse megválasztása (1476-ig uralkodik).

### Határozatlan dátumú események
- kora tavasz – Hadan Szülejmán pasa ruméliai beglerbég 80 000 fős sereggel behatol Albániába, és körülzárja, majd ostrom alá veszi a velencei kézen lévő Scutarit. (Többszöri sikertelen roham után a törökök augusztus 28-án beszüntetik az ostromot.)[1]
- június – Török csapatok dúlnak a Dráva–Száva közében.[1]
- augusztus – A törökök betörnek a Temesközbe.[1]
- késő ősz – A törökök Horvátországba intéznek újabb beütéseket.[1]
- december – Mátyás Szapolyai István szepesi grófot a „fejedelmi gyűlésnek” nevezett rendi gyűlés hozzájárulásával kinevezi Szilézia és a két Lausitz főkapitányává. (E minőségében egyszersmind a király helyettese. A főkapitány mellett a királyt úgynevezett ügyvivők is képviselik.)
- az év folyamán –
  - Elkészül a Birk-kódex. (A kézirattöredék Váci Pál domonkos szerzetes magyar fordításában Hippói Szent Ágoston reguláit és Szent Domonkosnak az általa alapított apácarend számára írt szabályait tartalmazza.)
  - Megkezdődik a kassai Szent Erzsébet-templom kétszárnyú főoltárának festése.
  - Báthori Miklós tölti be a váci püspöki tisztet.[2]

## Születések
- március 1. – Merici Szent Angéla, az orsolyiták alapítója. (†1540).
- szeptember 18. – Ludovico Ariosto, itáliai költő (†1533).

## Halálozások
- november 27. – Guillaume Dufay zeneszerző
- december 12. – IV. Henrik kasztíliai király (* 1425)
- december 16. - Ali Kuşçu török (perzsa átirat alapján: Ali Kúscsa /Ali Qushji/ (wd)) matematikus, csillagász, orvos, teológus (* 1403)